# Ligne 2 du métro de Foshan
La ligne 2 du métro de Foshan (chinois simplifié : 佛山地铁2号线 ; chinois traditionnel : 佛山地鐵2號線) est une ligne de métro à Foshan, dans le Guangdong, en Chine. Partie du métro de Foshan, elle est la première ligne de métro qui est financée complètement par le gouvernement et les sociétés de Foshan.

## Infrastructure

### Stations
|  |   |  | Code  | Station                          | Ville  | Commune   | Correspondances                                  |
|  | - |  | ----- | -------------------------------- | ------ | --------- | ------------------------------------------------ |
|  | ■ |  | F2-11 | Nanzhuang                        | Foshan | Chancheng |                                                  |
|  | • |  | F2-12 | Huchong (zh)                     | Foshan | Chancheng |                                                  |
|  | • |  | F2-13 | Lac Lüdao (zh)                   | Foshan | Chancheng |                                                  |
|  | • |  | F2-14 | Nouvelle ville intelligente (zh) | Foshan | Chancheng |                                                  |
|  | • |  | F2-15 | Zhangcha (zh)                    | Foshan | Chancheng |                                                  |
|  | • |  | F2-16 | Shiwan                           | Foshan | Chancheng |                                                  |
|  | • |  | F2-17 | Shagang (zh)                     | Foshan | Chancheng |                                                  |
|  | • |  | F2-18 | Route Kuiqi                      | Foshan | Chancheng | Guangfo                                          |
|  | • |  | F2-19 | Shiliang (zh)                    | Foshan | Chancheng |                                                  |
|  | • |  | F2-20 | Wanhua                           | Foshan | Chancheng | Foshan 3                                         |
|  | • |  | F2-21 | Dengzhou (zh)                    | Foshan | Shunde    |                                                  |
|  | • |  | F2-22 | Monde de fleurs (zh)             | Foshan | Shunde    |                                                  |
|  | • |  | F2-23 | Xianchong (zh)                   | Foshan | Shunde    |                                                  |
|  | • |  | F2-24 | Shizhou (zh)                     | Foshan | Shunde    |                                                  |
|  | • |  | F2-25 | Linyue–Ouest (zh)                | Foshan | Nanhai    | TNH1                                             |
|  | • |  | F2-26 | Linyue–Est (zh)                  | Foshan | Nanhai    | TNH1                                             |
|  | ■ |  | F2-27 | Gare de Canton–Sud               | Canton | Panyu     | Canton 2 Canton 7 Canton 22 Interurbain (zh) TGV |

1. ↑  Pour alléger le tableau, seules les correspondances existantes avec les transports guidés ou en site propre (métros, trains, tramways, téléphériques, BHNS, etc..) sont données. Les autres correspondances, notamment les lignes de bus autres que les BHNS, sont reprises dans les articles de chaque station.